# Live Alive
"Live Alive" es un álbum de blues eléctrico compilado a partir de cuatro actuaciones en vivo de Stevie Ray Vaughan & Double Trouble. Las actuaciones se registraron el 16 de julio de 1985 en el Montreux Jazz Festival, el 17-18 de julio de 1986 en el Teatro de la Ópera de Austin y 19 de julio de 1986 en el Dallas Starfest. Gran parte del álbum fue mezclado en el estudio.
El espectáculo dado en Montreux 1985 fue mucho mejor recibido que la visita de 1982, durante la cual parte de la multitud abucheó mucho a Vaughan por sus interpretaciones de blues.
La selección de canciones para el disco contiene muchas de las más grandes influencias para SRV como:  Jimi Hendrix ("Voodoo Child (Slight Return)"), Stevie Wonder ("Superstition"), Howlin' Wolf ("Commit a Crime"), y Buddy Guy ("Mary Had a Little Lamb").

## Listado de Canciones
Todas las canciones escritas y compuestas por Stevie Ray Vaughan, excepto las indicadas.. 
| N.º   | Título                                                     | Escritor(es)                       | Duración |  |
| 1.    | «Say What!»                                                |                                    | 4:51     |  |
| 2.    | «Ain't Gone 'n' Give Up on Love»                           |                                    | 6:24     |  |
| 3.    | «Pride and Joy»                                            |                                    | 5:04     |  |
| 4.    | «Mary Had a Little Lamb»                                   | Buddy Guy                          | 4:15     |  |
| 5.    | «Superstition»                                             | Stevie Wonder                      | 4:43     |  |
| 6.    | «I'm Leaving You (Commit a Crime)»                         | Chester Burnett                    | 5:35     |  |
| 7.    | «Cold Shot»                                                | W. C. Clark / Michael Kindred      | 5:40     |  |
| 8.    | «Willie the Wimp»                                          | Bill Carter / Ruth Ellsworth       | 4:38     |  |
| 9.    | «Look at Little Sister»                                    | Hank Ballard                       | 4:13     |  |
| 10.   | «Texas Flood»                                              | Joseph Wade Scott / Larry C. Davis | 6:30     |  |
| 11.   | «Voodoo Child (Slight Return)»                             | Jimi Hendrix                       | 9:37     |  |
| 12.   | «Love Struck Baby»                                         |                                    | 3:46     |  |
| 13.   | «Change It»                                                | Doyle Bramhall                     | 5:04     |  |
| 14.   | «Life Without You» (Aparece únicamente en copias de Vinil) |                                    | 9:30     |  |
| 70:26 |                                                            |                                    |          |  |

## Personal
- Stevie Ray Vaughan — Guitarra y Voz
- Tommy Shannon — Bajo
- Chris "Whipper" Layton — Batería
- Reese Wynans — Teclados
- Jimmie Vaughan - guitarra, bajo, apareció como invitado especial el 17 de julio de 1986, y participa en "Willie the Wimp," "Love Struck Baby," "Look at Little Sister" and "Change It."

- Datos: Q749545